# ديفون بوستيك
ديفون بوستيك (بالإنجليزية: Devon Bostick)‏ ولد في (11 نوفمبر 1991) في تورونتو أونتاريو في كندا، هو ممثل كندي، لعب بدور شخصية (سيمون) في الفيلم «المدح» من إخراج أتوم أجويان، وأيضا قام ببطولة (رودريك هيفلي) في الفيلم الكوميدي «يوميات فتى ضعيف» من إخراج ثيور فرودنتال، وقام بأداء شخصية «جاسبر جوردن» في مسلسل الخيال العلمي المئة.

## نشأته والمهنة
ولد بوستيك في تورونتو أونتاريو. والدته، ستيفاني غورين، وهي عاملة صب في تورونتو،  عملة في المسرح والشاشة، والده، جو بوستيك، هو أيضا ممثل، فضلا عن محاربة الفيلم بدأ المنسق ديفون عندما يتصرف في الصف الخامس وهو من خريج كلية إتوبيكوكي للفنون في تورونتو  قد وفرت له أدوار في التلفزيون سلسلة «ديغراسسي: الجيل القادم» وفي الفيلم «مواطن دوان»  فيلم عمله وقد شمل الأدوار في «مصادفة سعيدة»،  و«قطع الهارب والملاك الحجري». وفي «المدح» يلعب سيمون، وهو الصبي الذي تثار من قبل عمه (الذي تضطلع به سكوت سبيدمان) بعد وفاة والديه، وهو يظهر أيضا في مقطورة محاكاة ساخرة على الإنترنت لفيلم خدعة تسمى «قلعة الجليد».
وكان قد أدى الدور في فيلم «الشاعر»، وهو دراما الحرب العالمية الثانية، وكان قد أدى الدور في سلسلة أفلام الرعب «سو» بالجز الرابع «سو 4» ببطولة (ديريك) وأيضا «سو 6» ببطولة (برنت)، وفيلم «قاتل العقيدة: النسب» بدور (إزيو).
بوستيك لعب أيضا إيريكا شقيق المتوفى ليو في سلسلة سي بي سي التلفزيونية مسلسل «يجري إيريكا»، وأيضا قام ببطولة (رودريك هيفلي) في سلسلة أفلام الكوميدية يوميات الولد الضعيف بالجزء الأول «يوميات فتى ضعيف» والجزء الثاني «يوميات فتى ضعيف: قواعد رودريك».
| السنة | الفيلم                            |
| ----- | --------------------------------- |
| 2003  | لجنة تقصي الحقائق حول رئيس        |
| 2004  | مصادفة سعيدة                      |
| 2005  | أرض الأموات                       |
| 2006  | ملك الحزن                         |
| 2006  | أروبا                             |
| 2006  | مواطن دوان                        |
| 2006  | الفطيرة الأمريكية 5: الميل العاري |
| 2007  | الشاعر                            |
| 2007  | قطع الهارب                        |
| 2007  | الحجر الملاك                      |
| 2007  | سو 4                              |
| 2008  | المدح                             |
| 2008  | في الحلم                          |
| 2009  | سو 6                              |
| 2009  | قاتل العقيدة: النسب               |
| 2010  | البقاء على قيد الحياة من الميت    |
| 2010  | يوميات فتى ضعيف                   |
| 2010  | فيرونا                            |
| 2011  | وتحت العنوان                      |
| 2011  | المخفية: ثري دي                   |
| 2011  | التضحية                           |
| 2011  | يوميات فتى ضعيف: قواعد رودريك     |
| 2012  | يوميات فتى ضعيف: أيام الكلب       |
| 2020  | كلمات على جدران الحمام            |

| السنة     | التلفزيون                       |
| --------- | ------------------------------- |
| 1998      | بيان (أ): أسرار علم الطب الشرعي |
| 2002-2003 | 5 أوديسي                        |
| 2003      | العاصمة 9 / 11: زمن الأزمات     |
| 2003      | جيك 2,0                         |
| 2004      | المفقود                         |
| 2004      | الصخب                           |
| 2005      | شنايا: حياة في ثمانية ألبومات   |
| 2005      | فرسان من جنوب برونكس            |
| 2006-2007 | ديغراسسي: الجيل القادم          |
| 2007      | ستومب                           |
| 2007      | والحياة توقفت                   |
| 2007      | عصابة صبي المدبح                |
| 2008      | الأميرة                         |
| 2008      | روكسي هنتر وهالوين المروعة      |
| 2009      | ألمانيا جيد                     |
| 2009      | البندقية                        |
| 2009      | الحدود                          |
| 2009      | يجري إيريكا                     |
| 2010      | روكي بلو                        |
| 2010      | الأشتعال                        |
| 2010      | الملاذ                          |
| 2011      | المصغي                          |
| 2014      | المئة                           |

## الجوائز والترشيحات

### فاز
- 2011 - جائزة الفنان الشاب: أفضل أداء في فيلم روائي طويل - يونغ طاقم مؤلف.

### ترشح
- 2008 - أفضل أداء في فيلم تلفزيوني، مسلسل قصير أو الخاص - ممثل شاب القيادية.
- 2010 - جائزة الفنان الشاب: أفضل أداء في فيلم روائي طويل - ممثل شاب القيادية.
- 2010 - أفضل أداء في مسلسل تلفزيوني - ممثل شاب متكرر وأكثر من 14.